# 山崎紘菜
山崎 紘菜（やまざき ひろな、1994年〈平成6年〉4月25日 - ）は、日本の女優、ファッションモデル。千葉県出身。東宝芸能所属。

## 経歴
第7回東宝「シンデレラ」オーディションで審査員特別賞を受賞。2012年、『僕等がいた』で映画初出演、『高校入試』でテレビドラマ初出演を果たす。その後、『今日、恋をはじめます』、『この空の花 長岡花火物語』、『悪の教典』に出演する。
2013年、第26回東京国際映画祭でフェスティバル・ナビゲーターを務める。
2012年から明大ラグビーファンクラブの公式イメージキャラクターを務めており、2013年度の第50回全国大学ラグビーフットボール選手権大会のイメージモデルにも起用されて、セカンドステージ及びファイナルステージの各試合終了後のインタビュアーも兼任した。さらに2014年度の第51回、2015年度の第52回、2016年度の第53回と4年連続でイメージモデルに選ばれた。
2014年公開の映画『神さまの言うとおり』で秋元いちか役を演じ、自身初のヒロインを務めた。
2015年のドラマ『監獄学園-プリズンスクール-』で、2012年のドラマ『高校入試』以来3年ぶりのドラマ出演。
2016年のドラマ『カインとアベル』で、フジテレビ「月9」に初出演。同年8月よりファッション雑誌『JJ』の専属モデルとなった。
2018年、2018-2019ジャパンラグビートップリーグアンバサダーに就任。
2018年12月12日、ポール・W・S・アンダーソン監督、脚本、ミラ・ジョヴォヴィッチ主演の映画『モンスターハンター』に出演し、ハリウッドデビューを果たす。
2019年3月7日、14日に放送されるフジテレビ系連続ドラマ『スキャンダル専門弁護士 QUEEN』に出演。『世にも奇妙な物語 2017年 深夜の特別編』以来、約2年ぶりテレビドラマ出演となる。
2019年、『平成物語
なんでもないけれど、かけがえのない瞬間』で連続ドラマ初主演。また日本テレビの週末の深夜枠スポーツニュース番組『Going!Sports&News』では3月31日（30日深夜）放送より「土曜版」の気象情報担当キャスターとして登板する。
2021年、2020-2021ジャパンラグビートップリーグアンバサダーに就任。
2022年、NHK連続テレビ小説『舞いあがれ!』で、朝ドラ初出演。ヒロイン・福原遥とは、3度目（『Mars』→『チア☆ダン』）の共演。

## 人物
- 目標とする女優は、事務所の先輩でもある長澤まさみ[27]。女優としての目標は、「東宝映画で主演を務め、日本アカデミー賞主演女優賞を受賞すること」である[28]。
- 上白石萌歌、上白石萌音、浜辺美波らは同じオーディションで芸能界入りを果たした同期[29]。
- 趣味は、スポーツ全般、映画鑑賞、音楽鑑賞[1]。特技は、走高跳であり、高校時代は陸上部に所属していた[30]。所持している資格は、英語検定2級、実用数学技能検定3級、HSK（中国語検定）3級[1]。
- 自身が審査員特別賞を受賞し、デビューのキッカケとなった東宝シンデレラオーディションには、山崎が友人と映画館に行った際に、オーディション用紙を見つけ、賞金が100万円ということを見た友人がオーディションを受けるように薦めたことで応募した[28]。本人曰く、「自分が受かると思わずに、軽い気持ちで応募した。」と言っている[28]。
- 初のヒロイン役を演じた『神さまの言うとおり』では、19年間黒かった髪を金髪に染めた[31][32]。

## 出演
主演のものは太字で表示

### 映画
- 僕等がいた 前篇（2012年3月17日）
- この空の花 長岡花火物語（2012年5月12日） - 弓削希美 役
- 悪の教典（2012年11月10日） - 塚原悠希 役
- 今日、恋をはじめます（2012年12月8日） - 麻美 役
- シネマ・トラベル-映画館でみる世界遺産の旅-（2014年3月8日） - ツアーナビゲーター[33]
- 野のなななのか（2014年5月17日） - 鈴木かさね 役[34]
- 神さまの言うとおり（2014年11月15日） - 秋元いちか 役[35]
- ナイト ミュージアム/エジプト王の秘密（2015年3月20日） - シェップスハレット（吹替） 役[36]
- orange（2015年12月12日） - 茅野貴子 役[37]
- MARS〜ただ、君を愛してる〜（2016年6月18日） - 杉原晴美 役[38]
- 金メダル男（2016年10月22日） - 橋本めぐみ 役[39]
- チア☆ダン〜女子高生がチアダンスで全米制覇しちゃったホントの話〜（2017年3月11日） - 紀藤唯 役[40]
- 春夏秋冬物語（2017年4月8日） - 主演・高木美由 役[41]
- 花筐/HANAGATAMI（2017年12月16日） - あきね 役[42]
- 50回目のファーストキス（2018年6月1日） - 高頭すみれ 役[43]
- 検察側の罪人（2018年8月24日） - 最上奈々子 役[44]
- スタートアップ・ガールズ（2019年9月6日） - 主演・南堀希 役[注 2][45]
- 海辺の映画館―キネマの玉手箱（2020年7月31日） - 芳山和子 役[46]
- 劇場版 仮面ライダーゼロワン REAL×TIME（2020年12月18日） - 遠野朱音 役[47]
- ブレイブ 群青戦記（2021年3月12日） - ヒロイン・瀬野遥 役[48]
- モンスターハンター（2021年3月26日） - ハンドラー（受付嬢） 役[49]
- わたし達はおとな（2022年6月10日） - 伊藤 役[50]
- LOVE LIFE（2022年9月9日） - 山崎理佐 役[51]
- 映画 おっさんのパンツがなんだっていいじゃないか!（2025年7月4日） - 堀田 役[52]
- 栄光のバックホーム（2025年11月28日公開予定） - 横田真子 役[53]

### テレビドラマ
- 高校入試（2012年10月6日 - 12月29日、フジテレビ） - 石川衣里奈 役
- ロンリのちから（2013年8月14日・2014年4月15日 - 9月16日、NHK Eテレ） - 杏奈 役
- 監獄学園-プリズンスクール-（2015年10月25日 - 12月21日、毎日放送） - ヒロイン・栗原万里 役[54]
- MARS〜ただ、君を愛してる〜（2016年1月24日（23日深夜） - 3月27日（26日深夜）、日本テレビ） - 杉原晴美 役
- フラジャイル 第6話（2016年2月17日、フジテレビ） - 梅木みゆき 役
- カインとアベル（2016年10月17日 - 12月19日、フジテレビ） - 柴田ひかり 役[18]
- 世にも奇妙な物語（フジテレビ）
  - 世にも奇妙な物語'17春の特別編 「カメレオン俳優」（2017年4月29日） - ヒロイン・野宮カナエ 役
  - 世にも奇妙な物語 2017年 深夜の特別編 「SON-TAKU」（2017年10月9日 - 13日） - ヒロイン・山口未希 役
- 今夜もLL エピソード3 「僕らのライブ大事件」（2017年6月7日 - 28日、TOKYO MX） - 結美 役[注 3][55]
- スキャンダル専門弁護士 QUEEN 第9話・最終話（2019年3月7日・14日、フジテレビ） - 吾妻美咲 役[56]
- 平成物語 〜なんでもないけれど、かけがえのない瞬間〜（2019年3月19日 - 23日、フジテレビ） - 主演・岡崎芽生 役[24]
- ノーサイド・ゲーム（2019年7月7日 - 9月15日、TBS） - 中本理彩 役[57]
- エアガール（2021年3月20日、テレビ朝日） - 相原翠 役[58]
- ネメシス（2021年4月11日 - 6月13日、日本テレビ） - 美馬芽衣子 役[59]
- 女系家族 第2夜（2021年12月5日、テレビ朝日）[60]
- 汝の名（2022年4月6日 - 5月25日、テレビ東京） - 主演・麻生陶子 役[注 4][61]
- 特集ドラマ ももさんと7人のパパゲーノ（2022年8月20日、NHK総合） - 玲 役[62]
- DORONJO / ドロンジョ（2022年10月7日 - 12月16日、WOWOW） - 聖川愛花 役[63]
- 連続テレビ小説 舞いあがれ!（2022年11月22日 - 2023年3月、NHK総合） - 矢野倫子 役[64]
- 祈りのカルテ 研修医の謎解き診察記録 第8話（2022年11月26日、日本テレビ） - 守屋春香 役[65]
- 三千円の使いかた（2023年1月7日 - 2月25日、東海テレビ・フジテレビ） - 井戸真帆 役[66]
- グレースの履歴（2023年3月19日 - 5月7日、NHK BS4K・BSプレミアム） - 仁科晴香 役[67]
- 春は短し恋せよ男子。（2023年4月25日 - 6月27日、日本テレビ） - 日高朱莉 役[68]
- 刑事7人 SEASON9 第1話・第7話（2023年6月7日・7月19日、テレビ朝日） - 望月和沙 役[69]
- 真夏のシンデレラ 第8話 - 最終話（2023年8月28日 - 9月18日、フジテレビ） - 安藤皐月 役[70]
- パティスリーMON（2024年1月11日 - 3月28日、テレビ東京） - 片岡雪 役[71]
- スパイの人事部（2024年3月11日 - 25日、CBC） - 滝川まどか 役[72]
- 御社の乱れ正します!（2024年4月2日 - 5月21日、BS-TBS・BS-TBS 4K） - 主演・三枝玲 役[73]
  - 御社の乱れ正します!2（2025年10月2日〈予定〉 - 、BS-TBS・BS-TBS 4K）[74]
- 飯を喰らひて華と告ぐ 第9話「豚キムチ」（2024年9月3日、TOKYO MX） - ユウホ 役[75]
- 私たちが恋する理由（2024年10月12日 - 12月21日、テレビ朝日） - 市川絢香 役[76]
- アンサンブル 第5話・第6話 （2025年2月15日・22日、日本テレビ） - 梶野穂花 役
- 今夜は…純烈 「これはママチャリじゃないの！」（2025年3月19日、テレビ東京） - 松永政子 役[77]
- 藤子・F・不二雄 SF短編ドラマ シーズン3「俺と俺と俺」（2025年3月25日、NHK BSプレミアム4K）[78]
- ジョフウ 〜女性に××××って必要ですか?〜（2025年4月2日 - 6月4日、テレビ東京） - 主演・アカリ 役[79]
- レプリカ 元妻の復讐（2025年7月7日 - 、テレビ東京） - 芝田春江 役[80]

### 配信ドラマ
- アイアムアヒーロー はじまりの日（2016年4月9日 - 、dTV） - 田川エリス 役
- 日本をゆっくり走ってみたよ 〜あの娘のために日本一周〜（2017年10月20日 - 、Amazon Prime Video） - バイカーの女性（加奈）役
- 30までにとうるさくて（2022年1月13日 - 3月3日、ABEMA） - 三浦恭子 役[81][82]
- モアザンワーズ/More Than Words（2022年9月16日 - 、Amazon Prime Video） - 福長安寧 役[83]
- Hulu U35クリエイターズ・チャレンジ「姉にヒュッゲを教えたい」（2023年4月、Hulu） - もも 役[84]
- 賭けからはじまるサヨナラの恋（2023年7月20日 - 9月7日、U-NEXT） - 主演・吉永奈央 役[85]
- 幸せカナコの殺し屋生活（2025年2月28日、DMM TV） - 大森 役[86]

### ラジオドラマ
- FMシアター（NHK-FM）
  - 風は夢をのせて（2016年4月23日） - 遙 役[87]
  - 風のあと咲き（2020年10月24日） - 主演・かすみ 役[88]

### テレビ番組
- 東京上級デート2 #23（2014年9月3日、テレビ朝日）[89]
- Going!Sports&News土曜版（日本テレビ、2019年3月31日[注 1]〈30日深夜〉 - 2020年3月28日）[25]
- NHKニュース おはよう日本（関東甲信越）（NHK首都圏〈関東甲信越地方〉、2020年10月24日） - 「土曜すてき旅」のコーナーで、小川浩司（当時NHK千葉放送局アナウンサー）と共に千葉県館山市にある食用花・エディブルフラワーを育てる農園を訪ねた。
- ネプリーグ（フジテレビ、2017年3月27日・2023年2月13日）
- 痛快TV スカッとジャパン（フジテレビ）
- ぽかぽか（2023年1月27日、フジテレビ）
- 私のバカせまい史（2023年5月11日、フジテレビ）
- 御社でインターンよろしいでしょうか?（2024年5月11日、BS-TBS）御社の乱れ正します！コラボSP

### ラジオ番組
- アインシュタイン・山崎紘菜 Heat&Heart!（2020年4月5日 - 、文化放送）[90]

### PV
- ケツメイシ「guruguru」（2012年11月14日）
- 遊助「檸檬」（2013年2月27日）
- RADWIMPS「ドリーマーズ・ハイ」（2013年3月27日）
- indigo la End「幸せが溢れたら」（2015年2月4日）
- チャン・グンソク「Endless Summer」（2016年9月14日）
- KANA-BOON「それでも僕らは願っているよ」（2017年9月26日）
- AK-69「See You Again -Season 1-」「I Don't Wanna Know -Season 2-」「ハレルヤ -The Final Season-」（2020年2月24日）
- ハカネ「蜃気楼」（2025年4月17日）[91]
- マカロニえんぴつ「静かな海」（2025年6月15日）[92]

### CM
- サントリー 黒烏龍茶 「お肉巡り珍道中・仙台」編（2013年）
- 住友生命保険（2013年）[93]
- 東京ガス（2014年）
- JR西日本 平成27年度「マナーって思いやり。」シリーズ（2015年）
- 三井住友銀行 ひとりひとりが日本代表。「宣言」篇（2015年）
- NTTドコモ Galaxy（2016年）[94]
- キリンビバレッジ 麦茶（2018年5月14日 - ）[95]
  - 「麦をむいたら、おいしさに、出会いました。」篇
  - 麦茶なんて、どれも同じだと思ってない? 篇
  - 麦を、まるはだか!? 篇
  - ひと皮むけた、麦茶? 篇
  - あま香ばしいって、どんな味? 篇
  - てまひまかけすぎ!? 篇
  - むき茶?篇
  - 豆も、米も、殻は、むくでしょ? 篇
  - ホントは、企業秘密。 篇
- 霧島酒造 「くろっきりですか〜」（2019年10月5日 - ）
- BASE FOOD ブランデッドムービー『父を、乗せて。』（2024年6月12日 - ）[96]

### イベント
- GirlsAward
  - GirlsAward 2013 SPRING/SUMMER（2013年3月23日、代々木第一体育館）[97]
  - GirlsAward 2013 AUTUMN/WINTER（2013年9月28日、代々木第一体育館）[98]
  - GirlsAward 2014 SPRING/SUMMER（2014年4月19日、代々木第一体育館）[99]
  - GirlsAward 2014 AUTUMN/WINTER（2014年10月1日、代々木第一体育館）[100]
  - GirlsAward 2015 SPRING/SUMMER（2015年4月29日、代々木第一体育館）[101]
  - GirlsAward 2015 AUTUMN/WINTER（2015年10月24日、代々木第一体育館）[102]
  - GirlsAward 2016 SPRING/SUMMER（2016年4月9日、代々木第一体育館）[103]
  - GirlsAward 2017 SPRING/SUMMER（2017年5月3日、代々木第一体育館）[104]
  - GirlsAward 2017 AUTUMN/WINTER（2017年9月16日、幕張メッセ）[105]
  - GirlsAward 2018 SPRING/SUMMER（2018年5月19日、幕張メッセ）[106]
  - GirlsAward 2018 AUTUMN/WINTER（2018年9月16日、幕張メッセ）[107]
  - GirlsAward 2019 SPRING/SUMMER（2019年5月18日、幕張メッセ）[108]
  - Rakuten GirlsAward 2023 AUTUMN/WINTER（2023年9月30日、幕張メッセ）[109]
- 東京ガールズコレクション
  - 2017 AUTUMN/WINTER（2017年9月2日、さいたまスーパーアリーナ）[110]
  - 2018 SPRING/SUMMER（2018年3月31日、横浜アリーナ）[111]
  - 東京ガールズコレクション 富山 2018（2018年7月21日、富山市総合体育館）[112]

### 舞台
- 恋を読む「ぼくは明日、昨日のきみとデートする」
  - （2018年8月24日・25日、オルタナティブシアター）[113]
  - （2019年3月12日、オルタナティブシアター）[114]
- DISCOVER WORLD THEATRE vol.11『ウェンディ&ピーターパン』（2021年8月13日 - 9月5日、Bunkamura オーチャードホール） - タイガー・リリー（英語版） 役[115]
- ジャンヌ・ダルク（2023年11月28日 - 12月17日、東京建物 Brillia HALL / 12月23日 - 26日、オリックス劇場） - マリー・ダンジュー 役[116][117]
- キャッシュ・オン・デリバリー（2025年12月5日 - 21日〈予定〉、THEATER MILANO-Za / 2026年1月8日 - 12日〈予定〉、COOL JAPAN PARK OSAKA WWホール） - リンダ・スワン 役[118]

### その他
- TOHOシネマズ[注 5] 上映前（幕間）映像「シネマチャンネル」ナビゲーター（2012年 - 2021年）[119][120]。

## 書籍

### 雑誌
- JJ（2016年10月号 - ）専属モデル